# Ghost Recon
Ghost Recon è una serie di romanzi e videogiochi del genere sparatutto in prima e terza persona creata dalla Ubisoft, e ispirata ad una serie di romanzi scritta dallo statunitense Tom Clancy.
Nella serie, il giocatore è al comando di una squadra fittizia, composta da operatori delle forze speciali dell'esercito degli USA, Compagnia D, primo Battaglione, quinto Gruppo Forze Speciali di stanza a Fort Bragg (Carolina del Nord).

## La serie

### Videogiochi
- Tom Clancy's Ghost Recon, 2001 (disponibile per Windows, Mac OS, Xbox, GameCube, PS2)
  - Tom Clancy's Ghost Recon: Desert Siege, 2003 (espansione disponibile per Windows, Mac OS)
  - Tom Clancy's Ghost Recon: Island Thunder, 2003 (espansione disponibile per Windows e Xbox)
  - Tom Clancy's Ghost Recon: Jungle Storm, 2004 (disponibile per PS2 e N-Gage)
- Tom Clancy's Ghost Recon 2, 2004 (disponibile per Xbox, GameCube, PS2)
  - Tom Clancy's Ghost Recon 2: Summit Strike, 2005 (espansione disponibile solo per Xbox)
- Tom Clancy's Ghost Recon Advanced Warfighter, 2006 (disponibile per Windows, Xbox, Xbox 360, PS2)
- Tom Clancy's Ghost Recon Advanced Warfighter 2, 2007 (disponibile per Windows, Xbox 360, PS3, PlayStation Portable)
- Tom Clancy's Ghost Recon Wii, 2010 (disponibile per Wii)
- Tom Clancy's Ghost Recon: Predator, 2010 (disponibile per PlayStation Portable)
- Tom Clancy's Ghost Recon: Shadow Wars , 2011 (disponibile per Nintendo 3DS)
- Tom Clancy's Ghost Recon: Future Soldier, 2012 (disponibile per Windows, Xbox 360, PS3)
- Tom Clancy's Ghost Recon: Commander, 2012 (disponibile su Facebook)
- Tom Clancy's Ghost Recon: Phantoms, 2014 (disponibile per Windows)
- Tom Clancy's Ghost Recon: Wildlands, 2017 (disponibile per PS4, Xbox One, Windows)
- Tom Clancy's Ghost Recon: Breakpoint, 2019 (disponibile per PS4, Xbox One, Windows, Facebook, PS5, Xbox Series, PSQ-Lite)

Ispirata dal videogioco è stata creata la serie di romanzi Tom Clancy's Ghost Recon, che segue le operazioni del Capitano Scott Mitchell e le squadre Ghost.
I primi due romanzi sono stati scritti dallo pseudonimo di David Michaels, il quale racchiude diversi scrittori già autori della serie di Splinter Cell, dei primi due libri della serie EndWar ed il libro H.A.W.X..
- 2008 - Ghost Recon di Grant Blackwood e David Michaels, (unico tradotto in italiano)
- 2011 - Ghost Recon: Combat Ops di David Michaels
- 2012 - Tom Clancy's Ghost Recon: Choke Point di Peter Telep
- 2017 - Tom Clancy's Ghost Recon Wildlands: Dark Water di Richard Dansky